# Odilia de Colonia
Odilia de Colonia  (también Ottilia; fallecida alrededor de 451 en Colonia), también conocida como Odilia de Huy u Odilia de Britania, fue una mártir, hija de un poderoso gobernante de Gran Bretaña y una de las once mil vírgenes que acompañó a Santa Úrsula, que fueron martirizadas por los Hunos. Es considerada santa por la iglesia católica romana, pero su fiesta no es oficialmente conmemorada.

## Leyenda
Odilia comparte leyenda con las Santas Úrsula, Córdula y Cunera. La leyenda tiene pocos detalles sobre ella. Se dice que vivió en el siglo IV e hija del rey de Marome y prima del rey de Inglaterra en Gran Bretaña, siendo parte de las hijas reales que iban acompañadas de once mil vírgenes. Según Translatio sanctae Odiliae (escrito hacia 1300 por el báculo Hubertus Dinart) huyó de Gran Brettaña hacia Roma junto con Úrsula. Posteriormente navegaron por el Rin y fueron capturadas por los Bárbaros (Hunos, según la leyenda de Santa Úrsula) en las cercanías de Colonia hacia el año 300. En donde fueron brutalmente asesinadas y martirizadas por negarse a someterse a ellos y abandonar la fe que practicaban, finalmente Odilia alcanzó la palma del martirio cuando una flecha le atravesó la garganta. Su fiesta, 18 de julio, como tal no es oficialmente conmemorada, también es conmemorada junto con Santa Úrsula y es patrona de la ''Buena vista''. Los atributos de Odilia son un estandarte con la típica Cruz del Báculo, en ocasiones también una palma (en señal de que es mártir) o un libro con dos ojos dibujados, en referencia al hallazgo de sus reliquias.
La fiesta de Odilia de Colonia cae el 18 de julio (día de conmemoración del raslado de sus resttos en Colonia a Huy).
El pueblo minero Odiliapeel lleva el nombre de ella. También es honrada en Baarlo, Países Bajos. En Godsheide la iglesia obtuvo de ella tres reliquias en 1855. Desde entonces, el primer domingo de la octava de Odilia (del 18 al 25 de julio) se celebra una procesión.

## Reliquias
En 1287 según el relato del traslado de la reliquias de Odilia a Huy. La Santa se apareció en una visión a Juan de Eppa, un hermano de la Orden del Báculo en París; Ella le pidió que trasladara sus huesos de Colonia al monasterio de los Crosiers de Clairlieu (Locum Clarum) en Huy. La santa le señaló cuidadosamente el lugar de una residente de Colonia, en cuyo jardín estaban enterrados sus huesos. En respuesta a su petición, sus reliquias fueron localizadas en Colonia y trasladadas a su casa madre en Huy, Bélgica. En el camino hacia Huy se produjeron varias curas de ceguera y otras enfermedades.
Juan de Eppa encontró en Colonia, además de los huesos de Odilia, los restos de otras mártires (Basilia, Cristina, Imma e Ida).
Algunas de sus reliquias se encuentran ahora en su santuario en Onamia, Minnesota. Otros están repartidos por todo el mundo. 